# Rally de Madrid de 2000
El Rally de Madrid de 2000, oficialmente 17.º Rally de Madrid, fue la decimoséptima edición y la decimocuarta cita de la temporada 2000 del Campeonato de España de Rally. Fue también puntuable para la Copa Clio, el Desafío Peugeot, la Copa Ibiza y la Copa Saxo. Se celebró del 18 de noviembre al 19 de noviembre y contó con un itinerario de catorce tramos que sumaban un total de 159 km cronometrados.

## Itinerario
| Día   | Tramo | Nombre         | Distancia | Ganador                 | Líder                   |
| ----- | ----- | -------------- | --------- | ----------------------- | ----------------------- |
| Día 1 | TC1   | El Vellón      | 4.60 km   | Luis Monzón             | Luis Monzón             |
| Día 1 | TC2   | Patones        | 17.70 km  | Jesús Puras             | Jesús Puras Luis Monzón |
| Día 1 | TC3   | La Cabrera     | 5.40 km   | Luis Monzón             | Luis Monzón             |
| Día 1 | TC4   | Morcuera       | 18.20 km  | Jesús Puras             | Jesús Puras             |
| Día 1 | TC5   | Madarquillos   | 7.90 km   | Luis Monzón             | Jesús Puras             |
| Día 1 | TC6   | La Cabrera 2   | 5.40 km   | Luis Monzón             | Jesús Puras             |
| Día 1 | TC7   | Patones 2      | 17.70 km  | Jesús Puras             | Jesús Puras             |
| Día 1 | TC8   | Jarama         | 14.50 km  | Jesús Puras             | Jesús Puras             |
| Día 1 | TC9   | Jarama 2       | 14.50 km  | Jesús Puras             | Jesús Puras             |
| Día 1 | TC10  | El Vellón 2    | 4.60 km   | Jesús Puras Dani Solà   | Jesús Puras             |
| Día 1 | TC11  | Patones 3      | 17.70 km  | Jesús Puras             | Jesús Puras             |
| Día 1 | TC12  | La Cabrera 3   | 5.40 km   | Marc Blázquez Dani Solà | Jesús Puras             |
| Día 1 | TC13  | Morcuera 2     | 18.20 km  | Marc Blázquez           | Jesús Puras             |
| Día 1 | TC14  | Madarquillos 2 | 7.90 km   | Marc Blázquez           | Jesús Puras             |

## Clasificación final
| Pos. | Piloto              | Copiloto              | Automóvil                | Tiempo  | Diferencia |
| ---- | ------------------- | --------------------- | ------------------------ | ------- | ---------- |
| 1.   | Jesús Puras         | Marc Martí            | Citroën Xsara Kit Car    | 1:21:07 | 0.0        |
| 2.   | Luis Monzón         | José Carlos Déniz     | Peugeot 306 Maxi         | 1:21:25 | +18        |
| 3.   | Marc Blázquez       | Jordi Mercader        | SEAT Córdoba WRC         | 1:21:40 | +33        |
| 4.   | Manuel Muniente     | Guifré Pujol          | Peugeot 306 Maxi         | 1:21:50 | +43        |
| 5.   | Ricardo Avero       | Nazer Ghuneium        | Citroën ZX Kit Car       | 1:23:05 | +1:58      |
| 6.   | Dani Solà           | Josep Martínez        | SEAT Córdoba WRC Evo2    | 1:23:07 | +2:00      |
| 7.   | Miguel Ángel Fuster | José Vicente Medina   | Citroën Saxo Kit Car     | 1:25:47 | +4:40      |
| 8.   | Sergio Vallejo      | Diego Vallejo         | Fiat Punto Kit Car       | 1:25:50 | +4:43      |
| 9.   | Manuel Cabo         | Juan Antonio Castillo | Citroën Saxo Kit Car     | 1:26:40 | +5:33      |
| 10.  | Ignacio Sanfilippo  | Víctor Pérez          | Mitsubishi Lancer Evo VI | 1:26:52 | +5:45      |